# Gabriel Argany
Gabriel Argany (fl.1688-1716) fue un músico y maestro de capilla español.

## Vida
Su hermano, Cayetano, fue monaguillo de cota grana en la Catedral de Barcelona (1693) y fue nombrado cantor del coro de Seo de Urgel en 1700.
Entre 1688 y 1690, Gabriel Argany fue maestro de capilla interino de la Catedral de Gerona. Específicamente, tras quedar la plaza vacante por el fallecimiento de Francisco Soler, el cabildo de la catedral gerundense recogió información sobre dos posibles candidatos, Felip Olivellas, maestro de capilla del Palacio de la Condesa de Barcelona, y José Gas (o Gaz), maestro de Santa María del Mar de la ciudad condal. Sin embargo, al no aceptar ninguno de los candidatos considerados en un primer momento, Argany asumió el cargo.
En 1690, quiso trasladarse a la Catedral de Lérida para ejercer como maestro de capilla, petición que le fue concedida el 24 de mayo del mismo año. Posteriormente, el 26 de abril, el capítulo de la citada catedral leridana, mostró interés por Argany y le nombró definitivamente maestro de la sede el 2 de junio. En este contexto, Argany mantuvo el magisterio hasta 1699, fecha en la que fue sustituido por el organista Pere Vidal. Sin embargo, en septiembre del año 1700 fue repuesto como maestro de capilla.
Con ocasión del ataque perpetrado en Lérida por parte de las tropas felipistas, el músico se ausentó sin permiso, por lo que fue despedido y reemplazado por Francisco Vidal. En este período, la catedral fue ocupada por las tropas del Duque de Orleans y la orden se trasladó a la capilla del Colegio de los Jesuitas y, más adelante, a la parroquia de San Lorenzo. Durante este tiempo, concretamente de 1709 a 1712, Argany ocupó el magisterio de la Catedral de Seo de Urgel que se encontraba vacante desde 1706.
Vidal fue nombrado organista en Valencia y el capítulo recurrió por tercera vez a Argany en 1715.
En adición, el 8 de noviembre del citado año, fue readmitido como miembro de capilla de la sede leridana «con todos los cargos, honores y salarios acostumbrados» hasta el 23 de diciembre de 1716, fecha en que entró en escena Domingo Teixidor.

## Obra
De su producción como compositor, se han conservado villancicos para coro y orquesta y otras obras de música religiosa: misas, motetes, salmos.
- Ave Regina caelorum, a 10 v.
- Christus natus est, 8 v.[12]
- Dixit Dominus, 9 v. (1701)[12]
- Dixit Dominus a 11 vozes a 4 choros[12]
- Domine ad adiuvandum A 11 Vozes Con Menestriles A Quatro Choros
- Hodie Christus
- Magnificat 9 vozes con Menestriles (1701)[12]
- Magnificat a 11 vozes a 3 choros[12]
- Magnificat cum 5 vocibus, 8º tono[12]
- Miserere (1716)[12]
- Misa para Navidad a 11 voces, con Ministriles
- Missa pro deffunctis cum 8 vocibus (1702)[12]
- Missa a 9 vozes con Menestriles
- Missa a 10 vozes con Menestriles (1696)
- Missa a 10 vozes con Menestriles, a 4 choros (1701)
- Missa a 11 vozes
- Psalmus D[omi]ne ad adjuvandum ad Vesperas Cum 11 Vocibus Con Menestriles
- Salve Regina, a 10 v.
- Villancico a la Assumpcion de Nuestra Señora, a 6. con baxoncillos. Aues canoras.
- Villancico a 10: Avecillas, parleras. (enlace roto disponible en Internet Archive; véase el historial, la primera versión y la última). («en línea».)
- Villancico a 15: A la Anunciación de María - En ricos y vistosos tronos. («título=en línea».)
- Villancico a la Pura Concepción. A 8. Celebre Culto Rinde el afecto. (enlace roto disponible en Internet Archive; véase el historial, la primera versión y la última). («título=en línea».)
- Villancico al Santísimo: Logrese en tus dulzuras, a duo.
- Villancicos, que se han de cantar, en la Santa Iglesia Cathedral de Lerida, la Noche del Nacimiento del Señor. Este Año de 1694. Lerida: Domingo Simon. 1694. (edición facsímile moderna de Madrid, 1982)
- Villancicos Que se han de cantar, en la Santa Iglesia Cathedral de Lerida, la Noche de Navidad; este Año 1695. Lerida: Domingo Simon. 1695. («título=en línea».)
- Villancicos, que se han de cantar, en la Santa Iglesia Cathedral de Leryda, la Noche de Navidad; este Año 1696. Lerida: Domingo Simon. 1696. («título=en línea».)
- Villancicos, que se han de cantar, en la Santa Iglesia Cathedral de Leryda, la Noche del nacimiento del Señor, este Año de 1697...Siendo Maestro de Capilla el Racionero Gabriel Argañy, Presbytero. Leryda: Domingo Simon. 1697. (hay una edición facsímil de Madrid: Modesta Lozano y Pedro Manuel Cátedra, 1983)
- Villancicos qve se cantaron en el Real convento de Santa Clara, de la Orden de San Benito, de Barcelona à la Profession, y Velo de la muy ilustre Señora D. Tereza de Sentmanat, y Oms, hija de los Excelentissimos Señores marquezes de Castelldosrius, &c., cantólos la Capilla de nuestra Señora del Palao el dia 19 de Agosto de 1699, siendo su maestro el Licenciado Gabriel Argany. Barcelona: Iayme Suriá. 1699.
- Villancicos, que se han de cantar, en la Santa Iglesia Cathedral de Lerida, la Noche de Navidad, en los Maytines del Nacimineto del Hijo de Dios; este Año de 1701. Lérida: Domingo Simon. 1701.
- Letras de los Villancicos se han de cantar la Noche del nacimiento de N. Señor, en la Santa Iglesia Cathedral de Lerida: este Año de 1702. Lerida: Domingo Simon. 1702. («en línea».)

### Publicación
Intervino en la abrandada polémica causada por la innovadora Misa Scala Aretina (1702) de Francisco Valls, con un opúsculo en defensa de Valls.
- Parecer en aplauso de la postura que puso en el Miserere Nobis... el licenciado Francisco Valls. Lleida. 1716.